# Joachim Waloszek
Joachim Waloszek (ur. 6 kwietnia 1959 w Zabrzu, zm. 21 grudnia 2005 tamże) – polski dziennikarz i publicysta sportowy związany z Górnym Śląskiem.

## Życiorys
W latach 1991–1999 był szefem działu sportowego katowickiego oddziału „Gazety Wyborczej”. Był m.in. współautorem monografii Górnika Zabrze i Ruchu Chorzów.

## Publikacje
- Ruch Chorzów: 75 lat „Niebieskich”, (1995), wraz z Andrzejem Gowarzewskim i Henrykiem Bilińskim
- 75 lat OZPN: 1920–1995, ludzie, historia, fakty, (1996), wraz z Andrzejem Gowarzewskim
- Górnik Zabrze: 50 lat prawdziwej historii (1948–1998), (1998), wraz z Andrzejem Gowarzewskim i Wiolettą Głyk
- Górnik Zabrze: 60 lat prawdziwej historii (1948–2008), (2008), wydanie pośmiertne, wraz z Andrzejem Gowarzewskim, Bożeną Lidią Szmel
- Górnoślązacy w polskiej i niemieckiej reprezentacji narodowej w piłce nożnej – wczoraj i dziś: sport i polityka na Górnym Śląsku, (2012), wydanie pośmiertne, wraz Dawidem Smolorzem, Pawłem Czado